# (32748) 1981 EY7
1981 EY7 (asteroide 32748) é um asteroide da cintura principal. Possui uma excentricidade de 0.15615280 e uma inclinação de 5.67224º.
Este asteroide foi descoberto no dia 1 de março de 1981 por Schelte J. Bus em Siding Spring.